# Professor Herrero
Dagoberto Cabrita Campos, mais conhecido como Professor Herrero (Silves, 25 de Julho de 1953 - Faro, 12 de Junho de 2024) foi um artista português, que se destacou principalmente como ilusionista.

## Biografia
Nasceu em 25 de Julho de 1953, na vila de Silves.
A sua carreira como artista iniciou-se em meados dos anos 60, tendo durado cerca de 55 anos, como ilusionista e hipnotizador. Fez um grande número de espectáculos em diversos pontos do território nacional, na África do Sul e em Moçambique. Participou em cerca de três centenas de programas televisivos, tanto em Portugal como na Espanha e na Alemanha. Destaca-se a sua participação em vários programas de televisão e da rádio apresentados por Herman José. Praticou igualmente o faquirismo, após ter sido treinado por um cidadão indiano, que lhe ensinou as técnicas de ioga. O seu pseudónimo de artista era Professor Herrero, que alegadamente surgiu durante um espectáculo em Espanha, onde um dos membros da assistência o teria chamado de herrero (ferreiro), devido a um truque com uma cama de pregos. Durante a maior parte da sua carreira, a assistente nos espectáculos foi a sua esposa Rosinda, que actuava sob o nome de Rosy. Outro elemento frequente era a arara Houdini, que tinha como principal truque o atravessamento de um espelho.
Também foi parapsicólogo, e praticou a hipnoterapia, que tinha como finalidade curar traumas e vícios, tendo por exemplo ajudado a tranquilizar um homem que não conseguia dormir, e curado um outro que era viciado em jogos de casino. Exerceu igualmente como escritor, poeta e colunista, tendo colaborado durante vários anos para o jornal Barlavento. Escreveu os livros Os Mortos não Falam, Um Cagalhão na Tola, A Masoquista, Faquirismo e Vida e Curso de Hipnotismo. Destaca-se a sua obra Os Mortos não Falam, lançada em 2001, e que foi a que teve mais sucesso, tendo como tema a desmistificação do espiritismo. Com efeito, nas suas obras criticava frequentemente aqueles que se aproveitavam das crenças populares, tendo sido igualmente o fundador do evento humorístico Jantares dos 13 na década de 1990, onde eram satirizadas várias facetas do oculto, como as superstições, casas assombradas e videntes.
Foi homenageado pela Câmara Municipal de Lagoa em Setembro de 2021, no âmbito do Festival Internacional de Magia, no Auditório Carlos do Carmo, tendo sido considerado pelo organizador do evento, Paulo Cabrita, como «a grande referência do ilusionismo português». Em Maio de 2022 voltou a ser alvo de uma homenagem por parte do Município de Lagoa, por ocasião dos 55 anos de carreira. Também recebeu diversos prémios, incluindo o Carreira da Câmara Municipal de Loulé em 1998, de Personalidade do Ano duas vezes seguidas, e Sons e Vozes, além de ter ficado registado no Guinness World Records, no estatuto de Mais versátil do mundo.
Faleceu em 12 de Junho de 2024, no hospital de Faro, aos 70 anos de idade. O funeral teve lugar no dia 17 de Junho, na Igreja da Misericórdia de Lagoa, tendo o corpo sido depois conduzido para o crematório de Albufeira. Aquando da sua morte, a autarquia de Lagoa emitiu uma nota de pesar, onde o recordou como «uma figura ilustre e respeitada no nosso concelho», que «ao longo dos anos, dedicou a sua vida à magia, a sua grande paixão, deixando um legado inestimável que continuará a inspirar muitas gerações».